# Elizabeth I van Engeland

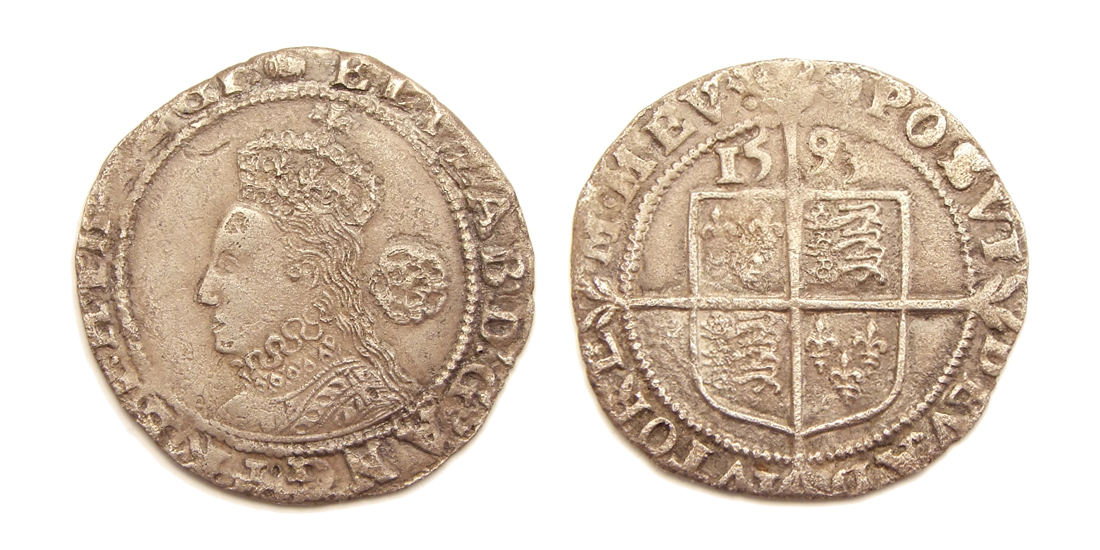
Afbeelding van Elizabeth I op zilver sixpence, geslagen Tower van Londen 1593.

Elizabeth I (Greenwich, 7 september 1533 – Richmond upon Thames, 24 maart 1603) was koningin van Engeland en van Ierland vanaf 17 november 1558 tot haar dood. Elizabeths bijnaam was de maagdelijke koningin (Maiden Queen of Virgin Queen).
Zij regeerde in een tijd dat Engeland verdeeld was tussen katholieken en het opkomende protestantisme. Elizabeth droeg aanzienlijk bij aan de zaak van het protestantisme. Katholieken bestreed zij echter meer om redenen van staatsveiligheid dan uit religieuze overwegingen. Anders dan continentaal Europa bleef Engeland oorlogsgeweld op eigen grondgebied bespaard, maar het was vanaf 1585, mede om religieuze redenen, ter zee en in Europa wel in conflict met het machtige Spanje, waarbij de dodelijke dreiging van de Armada en het weerstaan ervan een hoogtepunt vormden. Elizabeth had ook veel te stellen met het Koninkrijk Ierland, dat toen in een personele unie met Engeland verbonden was. Haar vader Hendrik VIII had daar al weinig succes gehad met het opleggen van het anglicanisme en Ierse opstanden werden door Spanje gesteund. Engeland verscheen tijdens haar bewind op het wereldtoneel als zeevarende en koloniale mogendheid, waarbij Francis Drake en John Hawkins zich ontwikkelden tot de eerste nationale zeehelden.
Tijdens Elizabeths bewind werd het Engelse nationale bewustzijn versterkt dankzij de externe dreiging van de paus en van koning Filips II van Spanje, waarbij de Engelse katholieken in een tweederangspositie werden gedrongen als potentiële landverraders. Tot de dag van vandaag werkt dit door in de eis dat het Engelse staatshoofd niet katholiek mag zijn en niet mag trouwen met een katholiek.
Elizabeths troon werd betwist door Schotland, met steun van zowel de paus, die haar excommuniceerde, als Spanje en Frankrijk, vanwege haar begunstiging van het protestantisme en de schade die haar aanspraak op de troon had opgelopen door de machinaties van haar vader om een mannelijke erfgenaam te verwekken. Een vrouw op de troon had in haar tijd dan ook niet de voorkeur. Haar regeringsperiode was ondanks dit alles bijzonder lang. Voor regerende vorsten was het verwekken van een troonopvolger gewoonlijk een dure plicht; Elizabeth versterkte echter haar positie door juist niet te trouwen en een maagdelijkheidscultus rond haar persoon op te bouwen. Elizabeth beschikte over  intellectuele kwaliteiten, politiek vernuft en gevoel voor publiciteit. Zij lijkt een visie op het nationale belang te hebben gehad, die niet is af te doen als vermomde persoonlijke belangenbehartiging. Zij wordt beschouwd als een van de grootste staatshoofden aller tijden; ze werd tijdens haar leven ook wel "Good Queen Bess" genoemd. Ze stond bekend als ijdel - al in 1563 trachtte zij bij koninklijke proclamatie te bepalen welke portretten van haar verspreid mochten worden.

## Jeugdjaren, intriges en troonopvolging
Hendrik VIII was met zijn tweede vrouw Anna Boleyn getrouwd op 25 januari 1533, het jaar waarin de breuk met Rome een feit werd. Deze afsplitsing had in principe geen religieus-leerstellige betekenis, maar was het gevolg van een ernstig persoonlijk conflict van de koning met de Rooms-Katholieke Kerk. Het werkte de reeds aan de gang zijnde verbreiding van de protestantse leer echter wel in de hand. De afsplitsing was volgens Hendrik VIII nodig omdat hij alleen zo zijn eerste huwelijk met Catharina van Aragon kon laten ontbinden. Catharina had hem geen mannelijke erfgenaam geschonken maar alleen een dochter, Maria Tudor, de latere Bloody Mary, die gedurende haar korte regeerperiode vele protestanten zou vervolgen. Dit deed ze vanwege haar religieuze overtuiging, die ze met haar moeder deelde. Anna Boleyn baarde in 1533 een kind van Hendrik, maar ook dat was weer een dochter, Elizabeth.
De katholieke Kerk erkende Hendriks echtscheiding niet en beschouwde Elizabeth als een onwettig kind. Zij werd echter meteen na haar geboorte benoemd tot troonopvolgster, bij gebrek aan een zoon. Ze passeerde daarmee haar oudere halfzus Maria, die volgens Hendrik een bastaard was vanwege de ontbinding van zijn eerste huwelijk, maar desondanks zou Maria de troon eerder bestijgen dan Elizabeth.
Toen Elizabeth twee jaar oud was, werd haar moeder onthoofd op beschuldiging van overspel en verraad. De vele miskramen en het uitblijven van een mannelijke erfgenaam zullen hierbij een rol hebben gespeeld. Haar vader hertrouwde met Jane Seymour, met wie hij in 1537 eindelijk een zoon kreeg, de latere Eduard VI. Vanwege Hendriks voorkeur voor een mannelijke erfgenaam werd Elizabeth op haar beurt gepasseerd als troonopvolger ten gunste van Eduard.
Toen Hendrik VIII in 1547 overleed en Eduard VI hem opvolgde, werd de veertienjarige Elizabeth verder opgevoed door haar vierde stiefmoeder, Hendriks zesde echtgenote, de protestantse Catharina Parr en haar nieuwe echtgenoot Thomas Seymour. Elizabeths halfbroer Eduard VI overleed in 1553, nog geen zestien jaar oud. Hij werd opgevolgd door Jane Grey, een achternicht van Hendrik VIII, die na slechts negen dagen aftrad. Daarna werd Hendriks oudste dochter Maria Tudor koningin van Engeland.
Elizabeth werd wegens haar hardnekkig protestantisme als een potentiële bedreiging gezien voor Maria en zij werd verdacht van samenzwering tegen haar zuster. Er waren aan haar gerichte brieven ontdekt van Thomas Wyatt, die een rebellie had ontketend tegen Maria vanwege Maria's plan om te trouwen met Filips II. Naar aanleiding van deze brieven werd Elizabeth gevangengezet in de Tower of London. De prinses ontkende heftig en vasthoudend dat zij iets van die rebellie wist; er zijn ook nooit antwoorden van haar op die brieven gevonden. Wyatt en diens volgelingen werden allen onthoofd, maar Elizabeth kreeg enig voordeel van de twijfel; in 1554 werd ze in Woodstock, Oxfordshire, onder huisarrest geplaatst.
Maria Tudor trouwde in 1554 met de toenmalige kroonprins Filips II van Spanje. Voor beide echtelieden waren het verwekken van een katholieke erfgenaam en het terugbrengen van Engeland bij de katholieke moederkerk belangrijke doelen. Filips was het bovendien te doen om een bondgenootschap met Engeland tegen Frankrijk, om de al tientallen jaren slepende Italiaanse Oorlogen te kunnen beslechten. Er begonnen felle vervolgingen van protestanten, waarbij velen, zelfs de aartsbisschop van Canterbury Thomas Cranmer, op de brandstapel kwamen. Het leverde Maria de bijnaam 'Bloody Mary' op, maar het had geen blijvend effect. Toen Maria in 1555 zwanger leek te zijn geworden, werd Elizabeth uit Woodstock naar het hof geroepen voor het geval dat Maria en haar kind in het kraambed zouden overlijden. De zwangerschap bleek ingebeeld en Filips zocht zelfs (tevergeefs) toenadering tot Elizabeth, want hij zag wel in dat zij de waarschijnlijkste opvolger van Maria was. Filips kon wegens verplichtingen elders (in 1556 werd hij koning van Spanje) slechts veertien maanden in Engeland blijven. Hij had een zeer impopulaire oorlogsverklaring aan Frankrijk gedaan gekregen, maar een eigen troonopvolger hadden hij en Maria niet. Toen Maria in 1558 overleed, was Elizabeth dus de enige wettige troonopvolger. Als protestantse vrouw besteeg zij de troon toen de godsdienstige verhoudingen op een dieptepunt waren.

## Religieuze spanningen en huwelijksperikelen

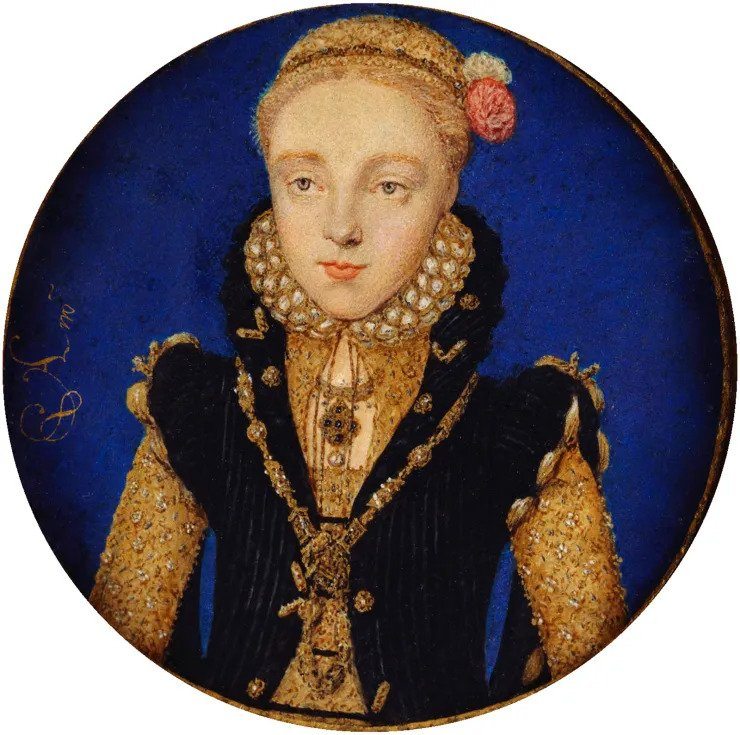
Miniatuurportret van Elizabeth I door haar hofschilder Levina Teerlinc (ca. 1565)

Elizabeth werd in januari 1559 gekroond tot koningin van Engeland. Haar 44-jarige regering zou in het teken staan van religieuze spanningen, zowel in de buitenlandse politiek als in de binnenlandse verhoudingen, al bleef het in Engeland vergeleken met het Europese continent tamelijk rustig. Al tijdens het begin van haar bewind kreeg de Anglicaanse Kerk vaste vorm door een herstel van de Act of Supremacy (1559) die de maatregelen van haar voorgangster Mary Tudor terugdraaiden en haarzelf Supreme Gouvernor van de Kerk maakten. De Act of Uniformity in datzelfde jaar bepaalde dat haar onderdanen naar de kerk moesten gaan en daarbij het Book of Common Prayers moesten gebruiken. Rooms-katholieken en 'non-conformistische', dat wil zeggen niet-anglicaanse protestanten werden tweederangs burgers, wat tot in de 19e eeuw zo zou blijven. Ze herriep echter ook wetten die dienden voor het vervolgen van ketters, waardoor Engeland een betrekkelijk tolerant godsdienstregime kreeg. Zij had hiermee de meerderheid van de bevolking achter zich, maar het was totaal onaanvaardbaar voor het Vaticaan.
In 1570 werd zij door paus Pius V geëxcommuniceerd krachtens de bul Regnans in Excelsis. Zo'n maatregel tegen een regerend vorst had niet alleen religieuze betekenis, maar ook politieke: Katholieken werden opgeroepen haar niet meer te erkennen als koningin. Dit stigmatiseerde in principe alle katholieken als staatsgevaarlijk, hoewel slechts een kleine minderheid werkelijk zulke activiteiten ontplooide. Een ander politiek effect van deze excommunicatie was de ondersteuning van de aanspraak op de Engelse troon van haar nicht Maria Stuart, de katholieke koningin van Schotland, die echter in 1567 toevlucht had moeten zoeken in Engeland. De ontdekking van allerlei katholieke complotten zoals de Ridolfi-samenzwering in 1570 en de Throckmorton-samenzwering in 1580, al of niet met haar medeweten, maakte de positie van de katholieken steeds moeilijker. De jezuïeten in Engeland werden vanaf 1570 streng aangepakt.

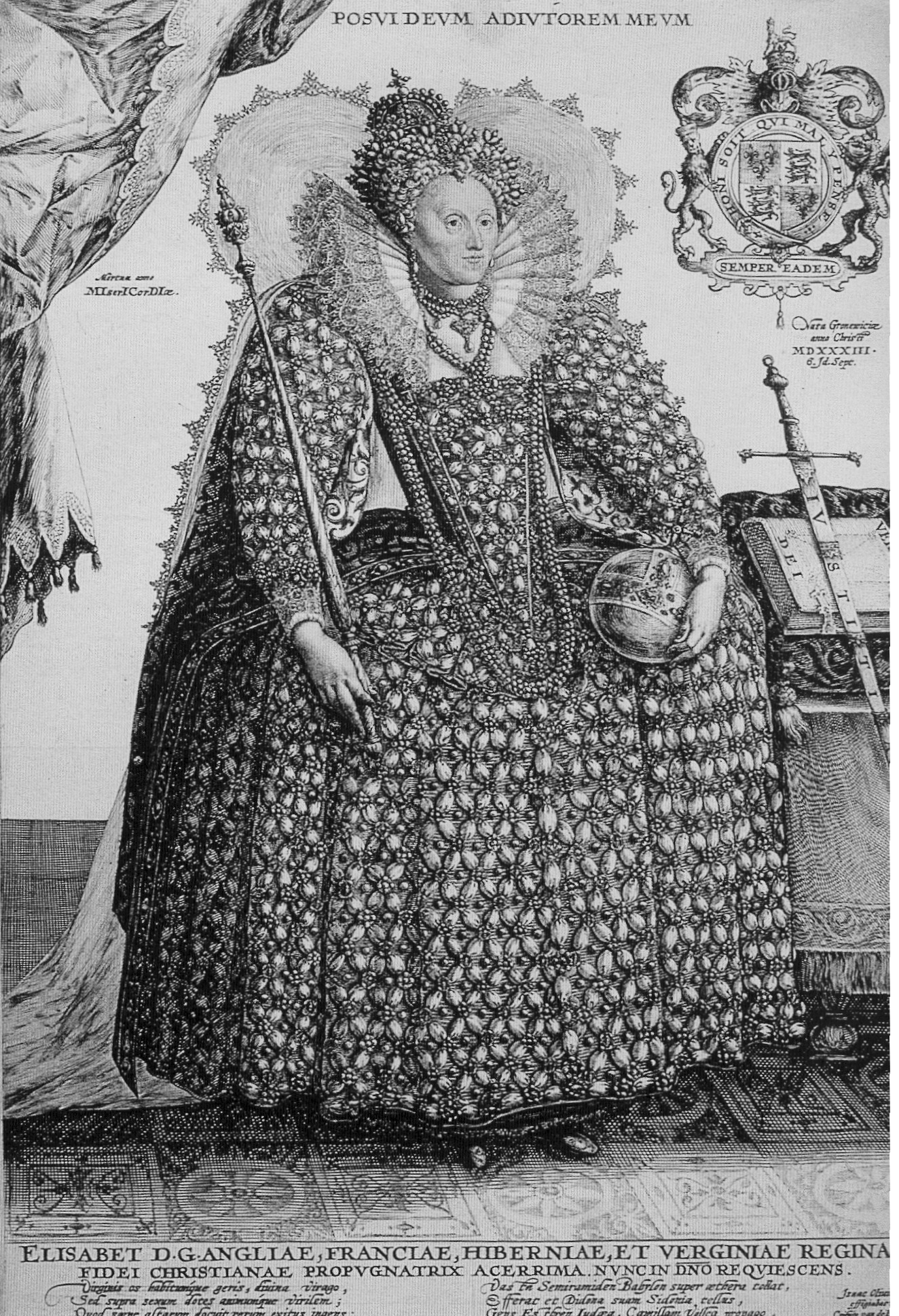
Elizabeth in vol ornaat, 1583

Elizabeth I bleef haar hele leven ongehuwd en kreeg de bijnaam Virgin Queen, hoewel het voor een monarch eigenlijk een plicht was om te trouwen en voor een opvolger te zorgen. Filips II, weduwnaar van haar oudere zus, was de eerste geweest die haar, zelfs toen Maria nog leefde, een aanbod had gedaan, maar werd daarmee de eerste die werd afgewezen. Er zouden daarna nog veel huwelijkskandidaten (onder meer de Habsburger Karel II van Oostenrijk) volgen, en even zovele afwijzingen. Er waren geruchten dat ze een relatie had met Robert Dudley, de graaf van Leicester en ze heeft waarschijnlijk serieus overwogen met hem te trouwen, vooral nadat diens vrouw in 1560 overleed. De omstandigheden van de dood van Dudleys vrouw waren echter verdacht en alleen al daarom zou Elizabeth haar reputatie hebben geschaad door met Dudley te trouwen. Tot Dudleys dood in 1588 heeft zij een goede, maar nooit geheel opgehelderde relatie met hem onderhouden.
Een late, maar om politieke redenen serieuze kandidaat was rond 1579 de 23 jaar jongere Franse kroonprins, Frans van Anjou, de jongere broer van de Franse koning. Zowel Frankrijk als Engeland hadden een slechte relatie met Spanje. Zij mocht deze Franse prins wel (ze noemde hem weleens haar 'kikkertje'), maar hij stuitte vanwege zijn katholicisme op te veel weerstand bij de bevolking. Hij overleed onverwachts na zijn mislukte avonturen in Engeland en vervolgens in de Nederlandse Republiek, waarna het voor de 51-jarige Elizabeth vaststond dat zij de rest van haar leven ongehuwd zou blijven. Daar zaten politieke voordelen aan. Het huwelijk van Filips II met Maria Tudor had al aangetoond dat daarmee niet alleen een bondgenoot in huis werd gehaald, en katholiek bovendien, maar ook het risico betrokken te worden in oorlogen die niet in het landsbelang waren. Vanuit het parlement werd sterke druk op haar uitgeoefend om hoe dan ook te trouwen en de opvolging te verzekeren, maar zij weigerde het onderwerp met het Lagerhuis te bespreken. Het parlementslid Peter Wentworth stelde de kwestie driemaal aan de orde en werd even zoveel keren naar de Tower gestuurd.
In de loop van de jaren bleek zij met deze houding inderdaad haar eigen positie versterkt te hebben. Er ontstond een maagdelijkheidscultus rond haar persoon; zij presenteerde zich als een koningin die met haar volk getrouwd was.
In 1579 brak de Tweede Desmond Opstand uit in het katholieke Ierland, gesteund door een klein leger van paus Gregorius XIII; dat werd vrij gemakkelijk vernietigd, maar deze opstand kreeg daarmee ook een godsdienstpolitiek aspect. Rond 1583 was de opstand na een meedogenloze campagne gebroken. Ongeveer een derde van de bevolking van het graafschap Desmond was omgekomen.

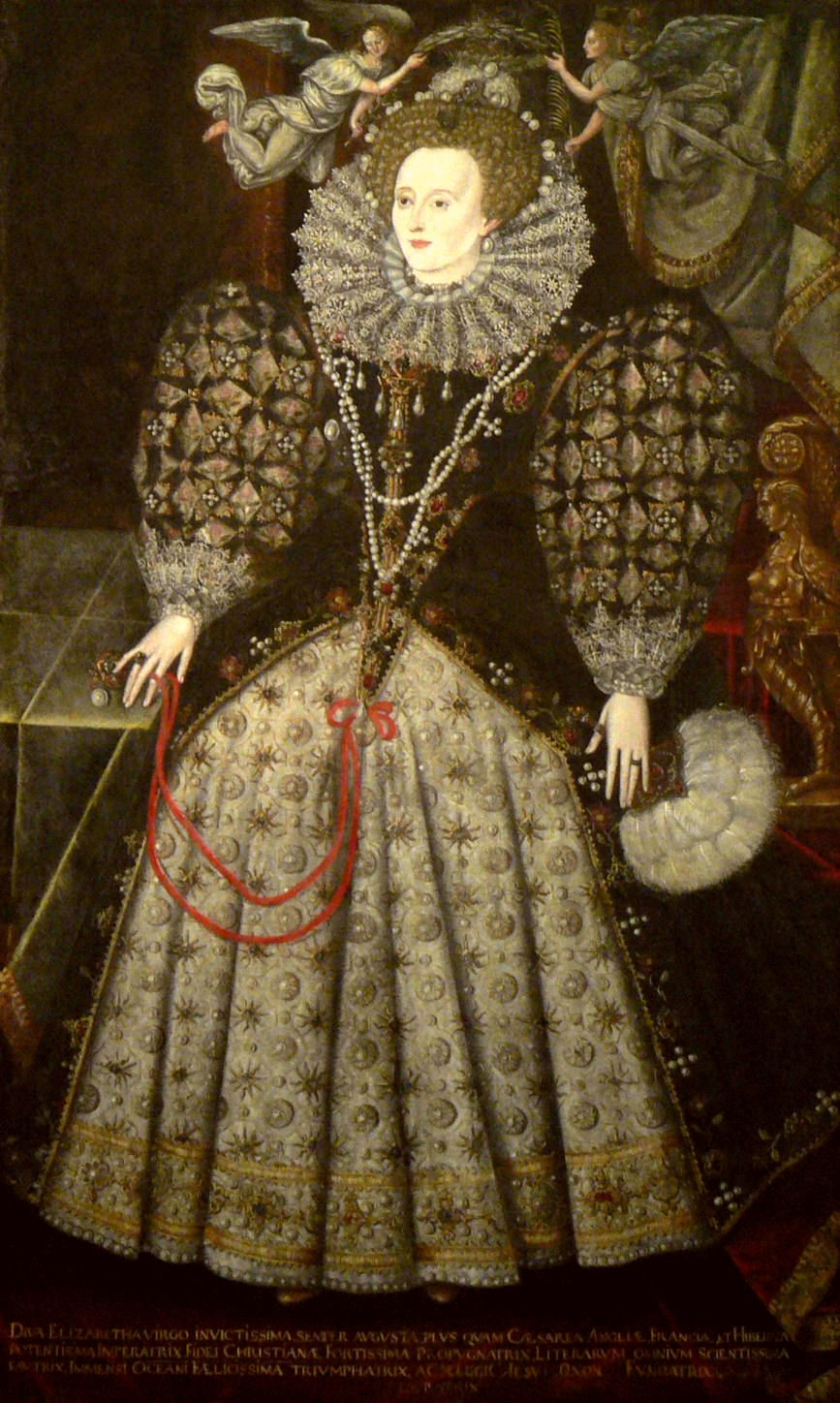
Koningin Elizabeth rond 1588

## Spaans-Engelse Oorlog
In 1580 kon Filips II Portugal annexeren dankzij een opvolgingscrisis in dat land, waarmee hij zijn enorme koloniale rijk nog eens fors uitbreidde en daarmee zijn inkomsten vergrootte. Om de handel met de Levant te stimuleren sloot Elizabeth in dat jaar een capitulatie met sultan Murat III, waarin Engelse kooplieden een aantal privileges kregen in het Ottomaanse Rijk. Nadat de Nederlandse stadhouder Willem van Oranje in 1584 was vermoord, begon Engeland de Nederlanden openlijk te steunen in hun opstand tegen het Spaanse gezag. De Nederlandse Staten-Generaal boden haar na de moord op Willem van Oranje in arren moede als naburige protestantse vorstin de soevereiniteit aan en zij stuurde haar vertrouweling Robert Dudley, graaf van Leicester, naar de Republiek als haar vertegenwoordiger, maar dat werd geen succes. Bovendien sloot Engeland een tegen Spanje gericht verbond met het islamitische Marokko.
Dit alles, gecombineerd met de Engelse kaperij tegen de Spaanse koloniën resulteerde in 1585 in de Spaans-Engelse Oorlog (1585-1604). In 1586 werd de Spaanse vertegenwoordiger verbannen uit Engeland wegens zijn betrokkenheid bij een complot tegen Engeland. Deze oorlog leidde tot Engelse interventie in de Franse Hugenotenoorlogen aan protestantse zijde, terwijl Spanje de Franse katholieken steunde. Uit vrees voor meer katholieke complotten werd door het parlement al in 1584 de Wet op Samenzweringen aangenomen. Die wet bepaalde dat een ieder die geassocieerd werd met een complot tegen de koningin van troonopvolging werd uitgesloten. Er werd nog een complot ontdekt door Elizabeths minister Francis Walsingham, het zogenaamde Babingtoncomplot.

### Troonaanspraak van Maria Stuart
De Schotse katholieke koningin Maria Stuart, een verre nicht van Elizabeth, had haar al jaren dwarsgezeten met een eigen aanspraak op de Engelse troon, op grond van het testament van Maria Tudor, daarbij gesteund door Frankrijk. In haar eigen land had ze zich echter onmogelijk gemaakt, in het bijzonder door rampzalige keuzes van twee opeenvolgende huwelijkspartners, zodat ze in 1567 naar Engeland moest vluchten. Aanvankelijk werd ze met respect behandeld, maar omdat ze haar aanspraak handhaafde, werd ze in 1568 onder arrest geplaatst. Er werden aanwijzingen gevonden van betrokkenheid van Maria bij het Babingtoncomplot. Ze moest terechtstaan voor een rechtbank van veertig edelen, onder wie ook katholieken. De minister van Justitie, John Popham, was aangewezen als voorzitter. Maria Stuart ontkende de beschuldigingen, maar het mocht niet baten. Ze werd schuldig bevonden en onthoofd in Fotheringhay Castle in Northamptonshire op 8 februari 1587.
In haar testament bleek Maria Stuart haar aanspraak op de Engelse troon te hebben overgedragen aan de Spaanse koning Filips II. Die vond steun bij de paus voor deze aanspraak en zette zijn plannen door om Engeland binnen te vallen. Francis Drake vernietigde in 1587 een deel van de Spaanse vloot bij Cádiz, waardoor Filips' plannen werden vertraagd.

### Armada
Pas in juli 1588 zeilde de Spaanse Armada, een enorme oorlogsvloot van 130 schepen met meer dan 30 000 manschappen in de richting van Het Kanaal. Het plan was om vanuit de Zuidelijke Nederlanden een invasieleger over te zetten onder leiding van de geduchte veldheer Alexander Farnese, de hertog van Parma. Het land was daarmee in dodelijk gevaar. Als zo'n groot Spaans leger voet aan wal kon krijgen, zou Engeland daar geen noemenswaardig verweer tegen hebben.
Nabij Grevelingen, tussen Duinkerke en Calais, werden op 8 augustus (gregoriaanse kalender) de Spaanse galjoenen uiteengejaagd door branders en daarna zwaar beschadigd door het geschut van de kleinere, maar wendbaardere Engelse schepen onder bevel van Charles Howard en Francis Drake. Nadat de wind ongunstig was gekeerd voor een invasie in Engeland, voer de vloot rondom de Britse eilanden terug naar Spanje, tot aan Schotland achtervolgd door Engelse schepen. Door hevige wind en stromingen sloegen daarbij nog veel schepen op de Ierse klippen te pletter.

Elizabeth bereikte haar hoogtepunt als nationale en historische figuur toen zij haar troepen moed insprak in Tilbury, in de monding van de Theems, hoewel zij gewaarschuwd was voor de onveiligheid. Dit gebeurde overigens op 19 augustus, toen de Armada al ter hoogte van de Shetlands voer en ieder reëel gevaar geweken was. Elizabeth droeg een klein zilveren harnas op paars fluweel en had geen lijfwacht; ze werd slechts door een paar schildknapen omringd. De toespraak zou de geschiedenis ingaan als de Speech to the Troops at Tilbury, maar werd pas in 1654 gepubliceerd, hoogstwaarschijnlijk in een versie die niet woordelijk overeenkwam met de originele toespraak. Ze zei volgens de overgeleverde tekst onder andere: 
"I have come amongst you as you see, at this time, not for my recreation and disport, but being resolved in the midst and heat of the battle to live or die amongst you all, to lay down for my God and for my kingdom, and for my people, my honour and my blood, even in the dust. I know I have the body but of a weak and feeble woman; but I have the heart and stomach of a King, and of a King of England too, and I think it foul scorn that Spain or Parma or any prince of Europe should dare invade the borders of my realm."
 ("Zoals u ziet, ben ik nu niet in uw midden gekomen om mij te ontspannen en mij wat te vertreden. Ik ben vastbesloten om in het heetst van de strijd tussen u allen te leven of te sterven, voor mijn God en voor mijn koninkrijk mijn eer en mijn bloed te geven, al moet ik in het stof bijten. Ik weet dat ik slechts het lichaam heb van een zwakke en krachteloze vrouw; maar ik heb het hart en de moed van een Koning, ja, van een Koning van Engeland! En ik vind het een onverdraaglijke gedachte dat Spanje, Parma of welke Europese vorst dan ook, de grenzen van mijn rijk zou durven schenden.")
Toen de invasie niet kwam, was de opluchting algemeen en werd er feestgevierd. Er werden herdenkingsmunten geslagen met de tekst: Flavit Jehovah et Dissipati Sunt (Jehova's adem heeft ze verstrooid).

### Nasleep
Na dit hoogtepunt voor Engeland zou Spanje zich nog redelijk herstellen en Engeland aanzienlijke verliezen toebrengen op zee. Zelfs in 1601 zou Spanje nog interveniëren in de Negenjarige Oorlog in Ierland, die door de Engelsen met een verschroeide-aardetactiek gewonnen werd. Evenals Filips II heeft Elizabeth het einde van de Spaans-Engelse oorlog niet meer meegemaakt. Hun opvolgers maakten er in 1604 snel een eind aan; voor geen van beide partijen was de oorlog een grote overwinning geworden.

## Dood en opvolging
Elizabeth overleed op 69-jarige leeftijd op 24 maart 1603 om 2 uur 's nachts. Ze werd begraven in Westminster Abbey. Haar dood betekende het einde van het Huis Tudor. Elizabeth werd opgevolgd door Jacobus, de protestants opgevoede zoon van Maria Stuart, die al sinds 1567 als Jacobus VI koning van Schotland was. De titel van Jacobus I van Engeland kreeg hij er dus nu bij. Er ontstond zo een personele unie van de koninkrijken Engeland en Schotland.

## Begin van de kolonisatie
De Engelsen moesten in hun koloniale streven concurreren met Spanjaarden en Portugezen, die daar al bijna een eeuw ervaring mee hadden. Tijdens Elizabeths bewind zijn er geen blijvende resultaten geboekt. Francis Drake zeilde de wereld rond tussen 1577 en 1580, als tweede na de Portugees Ferdinand Magellaan. Hij legde ergens in Californië aan, en stichtte Nova Albion (Nieuw Engeland), hoewel dit stuk land niet werd gekoloniseerd. Humphrey Gilbert volgde, bereikte Newfoundland in 1583 en claimde het eiland voor Engeland, maar stichtte er geen kolonie. Walter Raleigh stichtte in 1585 de eerste kolonie op Roanoke Island in het huidige North Carolina (VS). Mede wegens felle conflicten met de inheemse bevolking bliezen de Engelsen het volgende jaar al de aftocht. In 1587 probeerde Walter Raleigh er opnieuw een kolonie te stichten. Bij het eerstvolgende bezoek van Raleigh daar, vier jaar later, bleken alle kolonisten spoorloos verdwenen te zijn.

## Culturele bloeiperiode
Tijdens Elizabeths bewind kende het culturele leven in Engeland een bloeiperiode. De componist en luitist John Dowland maakte zowel in eigen land als op het continent furore. De literatuur, en in het bijzonder de poëzie, kwamen tot grote ontwikkeling. Toneelauteurs als William Shakespeare en Christopher Marlowe creëerden hun belangrijkste werk in deze periode, toen de Engelse taal elders in Europa nog vrijwel onbekend was. Engelsen moesten zich in die tijd op het Europese continent maar in het Frans of het Italiaans verstaanbaar zien te maken. Met de ontdekkingsreizen en de nog moeizame kolonisatie werd niet alleen de basis gelegd voor het Britse Rijk, dat in de 19e eeuw zijn hoogtepunt zou bereiken, maar ook voor het Engels als wereldtaal en voor de Engelse literatuur als wereldliteratuur.

## Kwartierstaat (voorouders)
| Edmund Tudor (1430-1456) | Edmund Tudor (1430-1456) | Edmund Tudor (1430-1456) | Edmund Tudor (1430-1456) | Edmund Tudor (1430-1456)             | Edmund Tudor (1430-1456)             | Margaret Beaufort (1443-1509)        | Margaret Beaufort (1443-1509)        | Margaret Beaufort (1443-1509)        | Margaret Beaufort (1443-1509)        | Margaret Beaufort (1443-1509)         | Margaret Beaufort (1443-1509)         |                                       |                                       | Eduard IV van Engeland (1442-1483)    | Eduard IV van Engeland (1442-1483)    | Eduard IV van Engeland (1442-1483) | Eduard IV van Engeland (1442-1483) | Eduard IV van Engeland (1442-1483) | Eduard IV van Engeland (1442-1483) | Elizabeth Woodville (1437-1492) | Elizabeth Woodville (1437-1492) | Elizabeth Woodville (1437-1492) | Elizabeth Woodville (1437-1492) | Elizabeth Woodville (1437-1492)      | Elizabeth Woodville (1437-1492) |  |  | Willem Boleyn (1451-1505) | Willem Boleyn (1451-1505) | Willem Boleyn (1451-1505) | Willem Boleyn (1451-1505) | Willem Boleyn (1451-1505)              | Willem Boleyn (1451-1505)              | Margaretha Butler (ca. 1454-ca. 1539)  | Margaretha Butler (ca. 1454-ca. 1539)  | Margaretha Butler (ca. 1454-ca. 1539)  | Margaretha Butler (ca. 1454-ca. 1539)  | Margaretha Butler (ca. 1454-ca. 1539) | Margaretha Butler (ca. 1454-ca. 1539) |                                |                                | Thomas Howard (1443-1524)      | Thomas Howard (1443-1524)      | Thomas Howard (1443-1524)        | Thomas Howard (1443-1524)        | Thomas Howard (1443-1524)        | Thomas Howard (1443-1524)        | Elizabeth Tilney (voor 1445-1497) | Elizabeth Tilney (voor 1445-1497) | Elizabeth Tilney (voor 1445-1497) | Elizabeth Tilney (voor 1445-1497) | Elizabeth Tilney (voor 1445-1497) | Elizabeth Tilney (voor 1445-1497) |  |  |  |  |  |  |  |  |  |  |  |  |  |  |  |  |  |  |  |  |  |  |  |  |  |  |  |  |  |  |  |  |  |  |  |  |  |  |  |  |  |  |  |  |  |  |  |  |
| Edmund Tudor (1430-1456) | Edmund Tudor (1430-1456) | Edmund Tudor (1430-1456) | Edmund Tudor (1430-1456) | Edmund Tudor (1430-1456)             | Edmund Tudor (1430-1456)             | Margaret Beaufort (1443-1509)        | Margaret Beaufort (1443-1509)        | Margaret Beaufort (1443-1509)        | Margaret Beaufort (1443-1509)        | Margaret Beaufort (1443-1509)         | Margaret Beaufort (1443-1509)         |                                       |                                       | Eduard IV van Engeland (1442-1483)    | Eduard IV van Engeland (1442-1483)    | Eduard IV van Engeland (1442-1483) | Eduard IV van Engeland (1442-1483) | Eduard IV van Engeland (1442-1483) | Eduard IV van Engeland (1442-1483) | Elizabeth Woodville (1437-1492) | Elizabeth Woodville (1437-1492) | Elizabeth Woodville (1437-1492) | Elizabeth Woodville (1437-1492) | Elizabeth Woodville (1437-1492)      | Elizabeth Woodville (1437-1492) |  |  | Willem Boleyn (1451-1505) | Willem Boleyn (1451-1505) | Willem Boleyn (1451-1505) | Willem Boleyn (1451-1505) | Willem Boleyn (1451-1505)              | Willem Boleyn (1451-1505)              | Margaretha Butler (ca. 1454-ca. 1539)  | Margaretha Butler (ca. 1454-ca. 1539)  | Margaretha Butler (ca. 1454-ca. 1539)  | Margaretha Butler (ca. 1454-ca. 1539)  | Margaretha Butler (ca. 1454-ca. 1539) | Margaretha Butler (ca. 1454-ca. 1539) |                                |                                | Thomas Howard (1443-1524)      | Thomas Howard (1443-1524)      | Thomas Howard (1443-1524)        | Thomas Howard (1443-1524)        | Thomas Howard (1443-1524)        | Thomas Howard (1443-1524)        | Elizabeth Tilney (voor 1445-1497) | Elizabeth Tilney (voor 1445-1497) | Elizabeth Tilney (voor 1445-1497) | Elizabeth Tilney (voor 1445-1497) | Elizabeth Tilney (voor 1445-1497) | Elizabeth Tilney (voor 1445-1497) |  |  |  |  |  |  |  |  |  |  |  |  |  |  |  |  |  |  |  |  |  |  |  |  |  |  |  |  |  |  |  |  |  |  |  |  |  |  |  |  |  |  |  |  |  |  |  |  |
|                          |                          |                          |                          |                                      |                                      |                                      |                                      |                                      |                                      |                                       |                                       |                                       |                                       |                                       |                                       |                                    |                                    |                                    |                                    |                                 |                                 |                                 |                                 |                                      |                                 |  |  |                           |                           |                           |                           |                                        |                                        |                                        |                                        |                                        |                                        |                                       |                                       |                                |                                |                                |                                |                                  |                                  |                                  |                                  |                                   |                                   |                                   |                                   |                                   |                                   |  |  |  |  |  |  |  |  |  |  |  |  |  |  |  |  |  |  |  |  |  |  |  |  |  |  |  |  |  |  |  |  |  |  |  |  |  |  |  |  |  |  |  |  |  |  |  |  |
|                          |                          |                          |                          | Hendrik VII van Engeland (1457-1509) | Hendrik VII van Engeland (1457-1509) | Hendrik VII van Engeland (1457-1509) | Hendrik VII van Engeland (1457-1509) | Hendrik VII van Engeland (1457-1509) | Hendrik VII van Engeland (1457-1509) |                                       |                                       |                                       |                                       |                                       |                                       | Elizabeth van York (1466-1503)     | Elizabeth van York (1466-1503)     | Elizabeth van York (1466-1503)     | Elizabeth van York (1466-1503)     | Elizabeth van York (1466-1503)  | Elizabeth van York (1466-1503)  |                                 |                                 |                                      |                                 |  |  |                           |                           |                           |                           | Thomas Boleyn (ca. 1477-ca. 1538/1539) | Thomas Boleyn (ca. 1477-ca. 1538/1539) | Thomas Boleyn (ca. 1477-ca. 1538/1539) | Thomas Boleyn (ca. 1477-ca. 1538/1539) | Thomas Boleyn (ca. 1477-ca. 1538/1539) | Thomas Boleyn (ca. 1477-ca. 1538/1539) |                                       |                                       |                                |                                |                                |                                | Elizabeth Howard (ca. 1480-1538) | Elizabeth Howard (ca. 1480-1538) | Elizabeth Howard (ca. 1480-1538) | Elizabeth Howard (ca. 1480-1538) | Elizabeth Howard (ca. 1480-1538)  | Elizabeth Howard (ca. 1480-1538)  |                                   |                                   |                                   |                                   |  |  |  |  |  |  |  |  |  |  |  |  |  |  |  |  |  |  |  |  |  |  |  |  |  |  |  |  |  |  |  |  |  |  |  |  |  |  |  |  |  |  |  |  |  |  |  |  |
|                          |                          |                          |                          | Hendrik VII van Engeland (1457-1509) | Hendrik VII van Engeland (1457-1509) | Hendrik VII van Engeland (1457-1509) | Hendrik VII van Engeland (1457-1509) | Hendrik VII van Engeland (1457-1509) | Hendrik VII van Engeland (1457-1509) |                                       |                                       |                                       |                                       |                                       |                                       | Elizabeth van York (1466-1503)     | Elizabeth van York (1466-1503)     | Elizabeth van York (1466-1503)     | Elizabeth van York (1466-1503)     | Elizabeth van York (1466-1503)  | Elizabeth van York (1466-1503)  |                                 |                                 |                                      |                                 |  |  |                           |                           |                           |                           | Thomas Boleyn (ca. 1477-ca. 1538/1539) | Thomas Boleyn (ca. 1477-ca. 1538/1539) | Thomas Boleyn (ca. 1477-ca. 1538/1539) | Thomas Boleyn (ca. 1477-ca. 1538/1539) | Thomas Boleyn (ca. 1477-ca. 1538/1539) | Thomas Boleyn (ca. 1477-ca. 1538/1539) |                                       |                                       |                                |                                |                                |                                | Elizabeth Howard (ca. 1480-1538) | Elizabeth Howard (ca. 1480-1538) | Elizabeth Howard (ca. 1480-1538) | Elizabeth Howard (ca. 1480-1538) | Elizabeth Howard (ca. 1480-1538)  | Elizabeth Howard (ca. 1480-1538)  |                                   |                                   |                                   |                                   |  |  |  |  |  |  |  |  |  |  |  |  |  |  |  |  |  |  |  |  |  |  |  |  |  |  |  |  |  |  |  |  |  |  |  |  |  |  |  |  |  |  |  |  |  |  |  |  |
|                          |                          |                          |                          |                                      |                                      |                                      |                                      |                                      |                                      | Hendrik VIII van Engeland (1491-1547) | Hendrik VIII van Engeland (1491-1547) | Hendrik VIII van Engeland (1491-1547) | Hendrik VIII van Engeland (1491-1547) | Hendrik VIII van Engeland (1491-1547) | Hendrik VIII van Engeland (1491-1547) |                                    |                                    |                                    |                                    |                                 |                                 |                                 |                                 |                                      |                                 |  |  |                           |                           |                           |                           |                                        |                                        |                                        |                                        |                                        |                                        | Anna Boleyn (ca. 1501/07-1536)        | Anna Boleyn (ca. 1501/07-1536)        | Anna Boleyn (ca. 1501/07-1536) | Anna Boleyn (ca. 1501/07-1536) | Anna Boleyn (ca. 1501/07-1536) | Anna Boleyn (ca. 1501/07-1536) |                                  |                                  |                                  |                                  |                                   |                                   |                                   |                                   |                                   |                                   |  |  |  |  |  |  |  |  |  |  |  |  |  |  |  |  |  |  |  |  |  |  |  |  |  |  |  |  |  |  |  |  |  |  |  |  |  |  |  |  |  |  |  |  |  |  |  |  |
|                          |                          |                          |                          |                                      |                                      |                                      |                                      |                                      |                                      | Hendrik VIII van Engeland (1491-1547) | Hendrik VIII van Engeland (1491-1547) | Hendrik VIII van Engeland (1491-1547) | Hendrik VIII van Engeland (1491-1547) | Hendrik VIII van Engeland (1491-1547) | Hendrik VIII van Engeland (1491-1547) |                                    |                                    |                                    |                                    |                                 |                                 |                                 |                                 |                                      |                                 |  |  |                           |                           |                           |                           |                                        |                                        |                                        |                                        |                                        |                                        | Anna Boleyn (ca. 1501/07-1536)        | Anna Boleyn (ca. 1501/07-1536)        | Anna Boleyn (ca. 1501/07-1536) | Anna Boleyn (ca. 1501/07-1536) | Anna Boleyn (ca. 1501/07-1536) | Anna Boleyn (ca. 1501/07-1536) |                                  |                                  |                                  |                                  |                                   |                                   |                                   |                                   |                                   |                                   |  |  |  |  |  |  |  |  |  |  |  |  |  |  |  |  |  |  |  |  |  |  |  |  |  |  |  |  |  |  |  |  |  |  |  |  |  |  |  |  |  |  |  |  |  |  |  |  |
|                          |                          |                          |                          |                                      |                                      |                                      |                                      |                                      |                                      |                                       |                                       |                                       |                                       |                                       |                                       |                                    |                                    |                                    |                                    |                                 |                                 |                                 |                                 | Elizabeth I van Engeland (1533-1603) |                                 |  |  |                           |                           |                           |                           |                                        |                                        |                                        |                                        |                                        |                                        |                                       |                                       |                                |                                |                                |                                |                                  |                                  |                                  |                                  |                                   |                                   |                                   |                                   |                                   |                                   |  |  |  |  |  |  |  |  |  |  |  |  |  |  |  |  |  |  |  |  |  |  |  |  |  |  |  |  |  |  |  |  |  |  |  |  |  |  |  |  |  |  |  |  |  |  |  |  |